# Tribler
Triblerはオープンソースの分散型BitTorrentクライアントであり、標準で匿名P2P通信を可能にしている。TriblerはBitTorrentに基づいており、コンテンツ検索にはオーバーレイ・ネットワークを使用している。これにより、Triblerはコンテンツを発見するために外部ウェブサイトやインデックスサービスを必要としない。Triblerのユーザインタフェースは非常に基本的な構成であり、機能の多様性よりも使いやすさに重点を置いている。TriblerはLinux、Windows、OS Xに対応している。
TriblerはSwarmPlayerと呼ばれる動画ストリーマーの試験運用を行ったことがある。

## 歴史
Triblerという名称は、tribe（部族）という単語に由来しており、このP2Pクライアントにおけるソーシャルネットワークの利用を示唆している。Triblerの最初のバージョンは、ABCことYet Another BitTorrent Clientの改良版であった。
2009年、Triblerの開発チームは、今後数年間の取り組みとして、テレビハードウェアとの統合に焦点を当てていると述べた。
2014年、バージョン6.3.1のリリースにおいて、Triblerには独自のオニオンルーティングネットワークが組み込まれた。ユーザーは任意のクリーンネットトレントを読み込み、匿名化のチェックボックスをオンにしたままにすることで、ファイルは他のTriblerノードを経由してルーティングされる。この独自のオニオンネットワークはTorの出口ノードを使用しないため、すべてのTriblerユーザーがリレーとして機能できるよう強化されている。

## 機能
Triblerは、2005年に終了したeXeemネットワークに類似するゴシッププロトコルを用いてBitTorrentファイルダウンロードプロトコルにキーワード検索機能を追加している。ソフトウェアにはコンテンツを推薦する機能も含まれている。十数件のダウンロードを経ると、Triblerソフトウェアはユーザーのダウンロード傾向を大まかに推定し、コンテンツを推薦する。この機能はLast.fmやAmazon.comなどのウェブサイトにも導入されている協調フィルタリングに基づいている。Triblerのもう一つの機能としては、限定的な形でのソーシャルネットワーキングおよびアップロード容量の寄付がある。Triblerは、ダウンロード速度を向上させるために、接続されたノードのうち有用と見なされたものから帯域幅を借用する。

### SwarmPlayer
SwarmPlayerは、PythonベースのBitTorrentインターネットTVビューアである。これは、BitTorrentをホストとしたP2Pによるビデオ・オン・デマンド配信を視聴可能にし、またTriblerによるライブストリーミングメディアを再生することができる。このソフトウェアは、Tribler TVアプリケーションと同じコアに基づいている。
コアソフトウェアはTriblerプラットフォームに基づくFOSSであり、LGPL 2.1のライセンスで提供されている。

## 開発
Triblerは、P2P技術の改良を目指すデルフト工科大学の大学研究者らによって作成された。Triblerは、コンテンツを見つけるためのウェブサイトのような中央要素を不要とし、かつ匿名性を有するようにBitTorrentを強化するよう設計されている。
欧州連合によるインターネットテレビ配信規格の開発プロジェクト「P2P-Next」は、Tribler技術に基づいて構築されている。

## 評価
TorrentFreakにおいて2012年2月に掲載されたニュース記事で、Triblerの分散化とそのインデックスを削除することが不可能であるという点が取り上げられた後、同ウェブサイトは非常に人気を博し、需要に対応するためダウンロードページのみが残される形となった。2014年12月20日、tor-devメーリングリスト上でTriblerのセキュリティに関する警告が出されたが、その後GitHub上で速やかに対処された。ダニエル・アレクサンダーセンは2021年に、プロジェクトの目標と優先順位に起因するプライバシー上の懸念点を指摘している。彼は2023年になってもこれらの問題が依然として解決されていないと考えている。